# Mysims
My Sims (ぼくとシムのまち, Boku to Sim no Machi, Town for Me and Sim), tidigare känt som The Sims Wii, är ett spel tillverkat av EA Games. Det är baserat på Maxis berömda Sims-spel, och i första hand designat för Nintendos konsoler Wii och DS, men har även släppts för PC. Nintendoversionerna släpptes officiellt den 20 september 2007 i Sverige.
Karaktärerna är chibi-inspirerade små gubbar (likt de i Animal Crossing), helt olika de simmar som hittills funnits i de övrige sims-spelen.

## Uppföljare
Till grundspelet har det släppts en uppföljare och ytterligare två stycken (MySims Party och MySims Racing) är under utveckling och förvantas släppas under sommaren 2009.

### MySims Kingdom
MySims Kingdom var den första uppföljaren och släpptes under 2008. I spelet ska man hjälpa Kung Roland att stoppa "ondskan" som sprids i en avlägsen del i kungadömet. I uppföljaren har det bland annat införts djur bland simmarna. Det har även tillkommit ett antal nya karaktärer. 2008 var den nominerad för det bästa simulationsspelet till Wii.

### Mediarelaterade länkar
- MySims på GameSpot
- Artikel om The Sims Wii på Wii.qj.net
- Trailer för The Sims Wii på Youtube